# Get to You
Get to You ist der Titel eines Songs, der als zweite Single aus dem von Bruce Fairbairn produzierten Album Debütalbum der US-amerikanischen Band Dan Reed Network ausgekoppelt wurde.

## Hintergrund
Die Band hatte im Februar 1988 den Song Ritual veröffentlicht und damit Platz 38 der Billboard Hot 100 erreicht. Als zweite Single erschien im Oktober 1988 Get to You. In den USA und Großbritannien erschien es zunächst auf Vinyl-Single, die US-Version enthielt den Song in spanischer Sprache als B-Seite. In Deutschland wurde das Lied als CD-Single veröffentlicht.
Es waren verschiedene Remixes verfügbar, die entweder auf Maxisingle oder CD-Single veröffentlicht wurden. So enthielt die US-amerikanische Maxisingle neben der Single-Version und der spanischen Sprachvariante den sogenannten „12"-Mix“ sowie eine „Dub-Version“ des Songs. Beide Remixes waren von Marlon McClain und Michael Mavrolas produziert worden. Ein weiterer Mix mit einer Länge von 7:07 Min. wurde von Shep Pettibone angefertigt, war aber nur als Teil einer Promosingle erhältlich.
Für das 1993 erschienene Kompilationsalbum Mixin It Up fertigte Nuno Bettencourt einen neuen Remix von Get to You an.

## Rezeption
Das deutsche Magazin Musikexpress schrieb in einer Rezension des Albums, „das wuchtig marschierende Get To You“ stecke gleich „vortrefflich Reeds Koordinatensystem ab: Kraft und Vielfalt, pure Lust am Sound, gekoppelt mit musikalischem Witz und arrangementtechnischer Finesse.“
Kommerziell blieb die Single erfolglos. In den wichtigsten Märkten (USA, Großbritannien und Deutschland) konnte sie die Hitlisten nicht erreichen, in den Niederlanden erreichte sie Platz 41 und hielt sich sieben Wochen in den Charts.